# Hongqinghe
Hongqinghe (kinesiska: 红庆河, 红庆河乡) är en socken i Kina. Den ligger i den autonoma regionen Inre Mongoliet, i den norra delen av landet, omkring 240 kilometer sydväst om regionhuvudstaden Hohhot.
Genomsnittlig årsnederbörd är 583 millimeter. Den regnigaste månaden är juli, med i genomsnitt 181 mm nederbörd, och den torraste är januari, med 1 mm nederbörd.